# Jens Herrmann

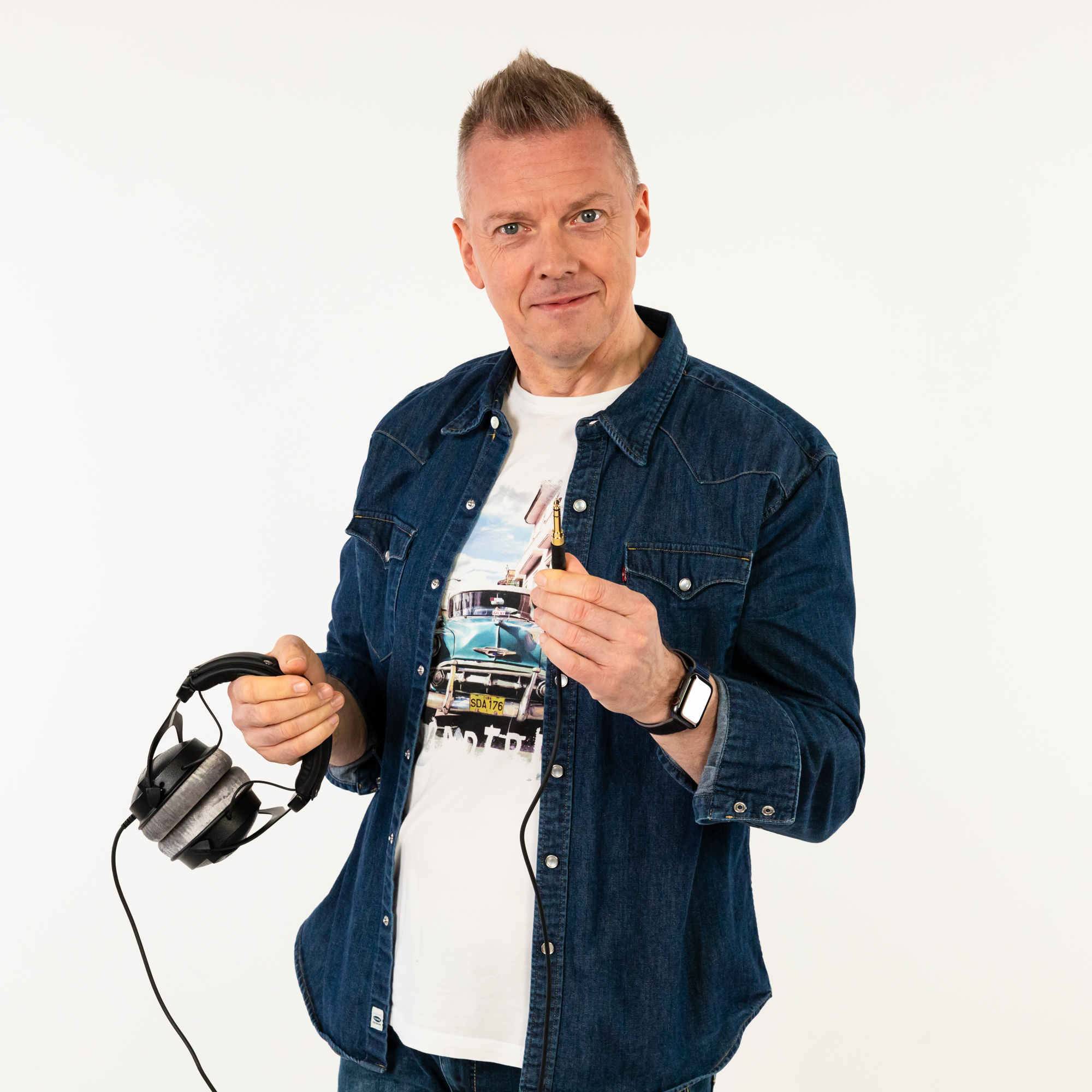
Jens Herrmann

Jens Herrmann (* 19. Dezember 1966 in Berlin) ist ein Chefredakteur und Moderator.

Herrmann war zeitweise aktiver Gewichtheber im Leistungssport in der DDR und wurde 1984 mit BSG Tiefbau Berlin DDR-Mannschaftsmeister.
2013 wurde Herrmann Chefredakteur der BB Radio Lokalwellen.
Herrmann ist (2022) Chefredakteur bei BB Radio und moderiert auch den BB Radio Hörerhelden-Award – eine Auszeichnung fürs Ehrenamt mit Brandenburgs Ministerpräsidenten Dietmar Woidke als Schirmherr. Er hatte seine eigene Nachmittags-Show „Der BB Radio Nachmittag mit Jens Herrmann“.
Hermann ist für die Inhalte und Moderation von „Der BB Radio Mitternachtstalk“ zuständig.
Zusammen mit dem bekannten Comedian Torsten Sträter moderiert er seit 2021 die BB Radio Radiosendung „Sträter: Musik – Der Soundtrack eines Lebens“. Die letzte Ausgabe gemeinsam mit Marti Fischer und Torsten Sträter „Alles, außer Bata Illic“ ist für den deutschen Radiopreis in der Kategorie „Bestes Musikformat“ 2024 nominiert.
Jens Herrmann moderiert seit vielen Jahren auch beim Kanuclub Potsdam.